# Йекавски изговор
Йекавският изговор е един от общо трите класифицирани изговора в общия хърватски език от 20 век.
Характерен е и за четирите езикови норми, обособили се след разпадането на Югославия в т.нар. диалектен континуум на предходния общ сърбохърватски език – сръбски, хърватски, бошняшки и черногорски език. Диалектният му континуум обхваща всички говори на територията на Черна гора, западна Сърбия (включително Санджак), както и по-голямата част от говорите в Босна и Херцеговина и Хърватия. На основата на този изговор е съставен сръбския книжовен език с неговата книжовност.
Изговорът е класифициран въз основа на рефлексната замяна на праславянския Ят (ѣ = [æ:]), посредством преминаването му в йе по четири начина:
ѣ → йе
млѣко → млийеко (mlijeko) – с удължаване на сричката и следакцентна дължина
рѣчни → рйечни (rječni) – с кратка сричка
брѣгови → брегови (bregovi) – преминава в е
дѣо → дио (dio) – преминава в и
Замяната на ята с йе е заситена, но не и абсолютна.